# Céchi
Céchi ou Kboukbou-Ayobouessou est une ville de la Région de l'Agnéby, située dans le Sud de la Côte d'Ivoire, dans le département d'Agboville dont elle est l'une des sous-préfectures, avec Azaguié, Grand-Morié, Oress-Krobou, Rubino.

## Administration
| Date d'élection | Identité | Parti    | Qualité         | Statut |
| --------------- | -------- | -------- | --------------- | ------ |
| 1980            |          | PDCI-RDA | Homme politique | élu    |
| 1983            |          | PDCI-RDA | Homme politique | élu    |
| 1985            |          | PDCI-RDA | Homme politique | élu    |
| 1990            |          | PDCI-RDA | Homme politique | élu    |
| 1995            |          | PDCI-RDA | Homme politique | élu    |
| 2001            |          |          | Homme politique | élu    |